# Eastmancolor
 (novembre 2019).
Si vous disposez d'ouvrages ou d'articles de référence ou si vous connaissez des sites web de qualité traitant du thème abordé ici, merci de compléter l'article en donnant les références utiles à sa vérifiabilité et en les liant à la section « Notes et références ».
Moins connu que le Technicolor, qui est même devenu un nom commun, l’Eastmancolor est un procédé de reproduction de la couleur lancé par Kodak et imité de l’Agfacolor, dont la technologie est passée dans le domaine public à la fin de la Seconde Guerre mondiale. Il est utilisé dans de nombreux films des années 1950.
Plus léger et moins coûteux que le Technicolor, où l’on impressionne trois pellicules noir et blanc pour chaque couleur primaire, il a progressivement remplacé ce procédé. L’Eastmancolor superpose les trois couleurs primaires soustractives (jaune, magenta et cyan) sur trois couches sensibles de la même pellicule, ce qui a permis une meilleure fidélité aux couleurs — et l’élimination des franges colorées qui apparaissent parfois au tirage du Technicolor — mais a l’inconvénient de ne plus permettre un étalonnage différent pour chaque couleur de base.
La conservation des couleurs s’est trouvée aussi davantage liée à celle des colorants, alors que le Technicolor à trois pellicules conserve séparément l’image des trois couleurs primaires additives (rouge, vert et bleu). De plus, tout comme le Technicolor, et indépendamment du soin apporté au stockage et à la conservation des films tirés selon ce principe, la pellicule Eastmancolor vire dans le temps, présentant généralement des images à dominante violette. Si les couleurs de nombre de films tournés en Eastmancolor ont été très bien conservées, c'est grâce à la pratique qui consistait à tirer, à partir du négatif monopack Eastmancolor après montage, quatre matrices monochromes pour l'impression de copies en Technicolor trichrome.
Elle a été commercialisée sous différents noms selon les studios qui l’utilisaient : Deluxe color (20th Century Fox), Warnercolor, Metrocolor, Pathecolor ou Columbiacolor.

## Films tournés en Eastmancolor
- 1954 : Si Versailles m'était conté
- 1954 : Cadet Rousselle
- 1954 : La patrouille des sables
- 1954 : La reine Margot
- 1954 : Ali Baba et les Quarante Voleurs
- 1955 : Mademoiselle de Paris
- 1956 : Et Dieu... créa la femme
- 1956 : Michel Strogoff
- 1956 : Une fée… pas comme les autres
- 1957 : La Reine des neiges
- 1958 : Les Travaux d'Hercule
- 1958 : La Création du monde
- 1959 : Le Songe d'une nuit d'été
- 1960 : Plein Soleil
- 1961 : Le Capitaine Fracasse
- 1961 : Tintin et le Mystère de La Toison d'or
- 1962 : Vie privée
- 1963 : Jason et les Argonautes
- 1964 : Les Parapluies de Cherbourg
- 1964 : L'Homme de Rio
- 1964 : Le Gendarme de Saint-Tropez
- 1965 : Le Corniaud
- 1965 : Sur la piste de l'Ouest sauvage
- 1966 : Le Grand Restaurant
- 1967 : Les Demoiselles de Rochefort
- 1969 : L'Arbre de Noël
- 1970 : L'Étalon
- 1970 : Clodo
- 1972 : Le Nouveau Monde
- 1973 : The Wicker Man
- 1973 : Les Optimistes
- 1974 : Les Valseuses
- 1976 : F… comme Fairbanks
- 1976 : L'Aile ou la Cuisse
- 1977 : Vous n'aurez pas l'Alsace et la Lorraine
- 1978 : La Cage aux folles
- 1979 : Coup de tête
- 1979 : Les Fabuleuses Aventures du légendaire baron de Münchhausen
- 1980 : Le Roi et l'Oiseau
- 1981 : La Soupe aux choux
- 1982 : L'As des as
- 1984 : Le Secret des Sélénites
- 1984 : Il était une fois en Amérique
- 1984 : L'Histoire sans fin
- 1993 : Jurassic Park
- 1994 : Pourquoi maman est dans mon lit ?
- 1997 : Lapitch, le petit cordonnier
- 1998 : Ahmed, le prince de l'Alhambra